# 9211 Neese
9211 Neese este un asteroid din centura principală de asteroizi.

## Descriere
9211 Neese este un asteroid din centura principală de asteroizi. A fost descoperit pe 19 septembrie 1995 la Kitt Peak National Observatory în cadrul proiectului Spacewatch. El prezintă o orbită caracterizată de o semiaxă mare de 2,25 ua, o excentricitate de 0,15 și o înclinație de 2,4° în raport cu ecliptica.